# کلاه‌پارچه‌ای خیس
کلاه‌پارچه‌ای خیس (نام علمی: Roridomyces roridus) نام یک گونه از خانواده پارچه‌کلاهان است.